# سنترال آی‌اسلیپ (نیویورک)
سنترال آی‌اسلیپ (به انگلیسی: Central Islip) یک منطقهٔ مسکونی در ایالات متحده آمریکا است که در شهرستان سافک، نیویورک واقع شده‌است. سنترال آی‌اسلیپ ۱۸٫۴ کیلومتر مربع مساحت و ۳۴٬۴۵۰ نفر جمعیت دارد و ۲۶ متر بالاتر از سطح دریا واقع شده‌است.